# Пинежский краеведческий музей

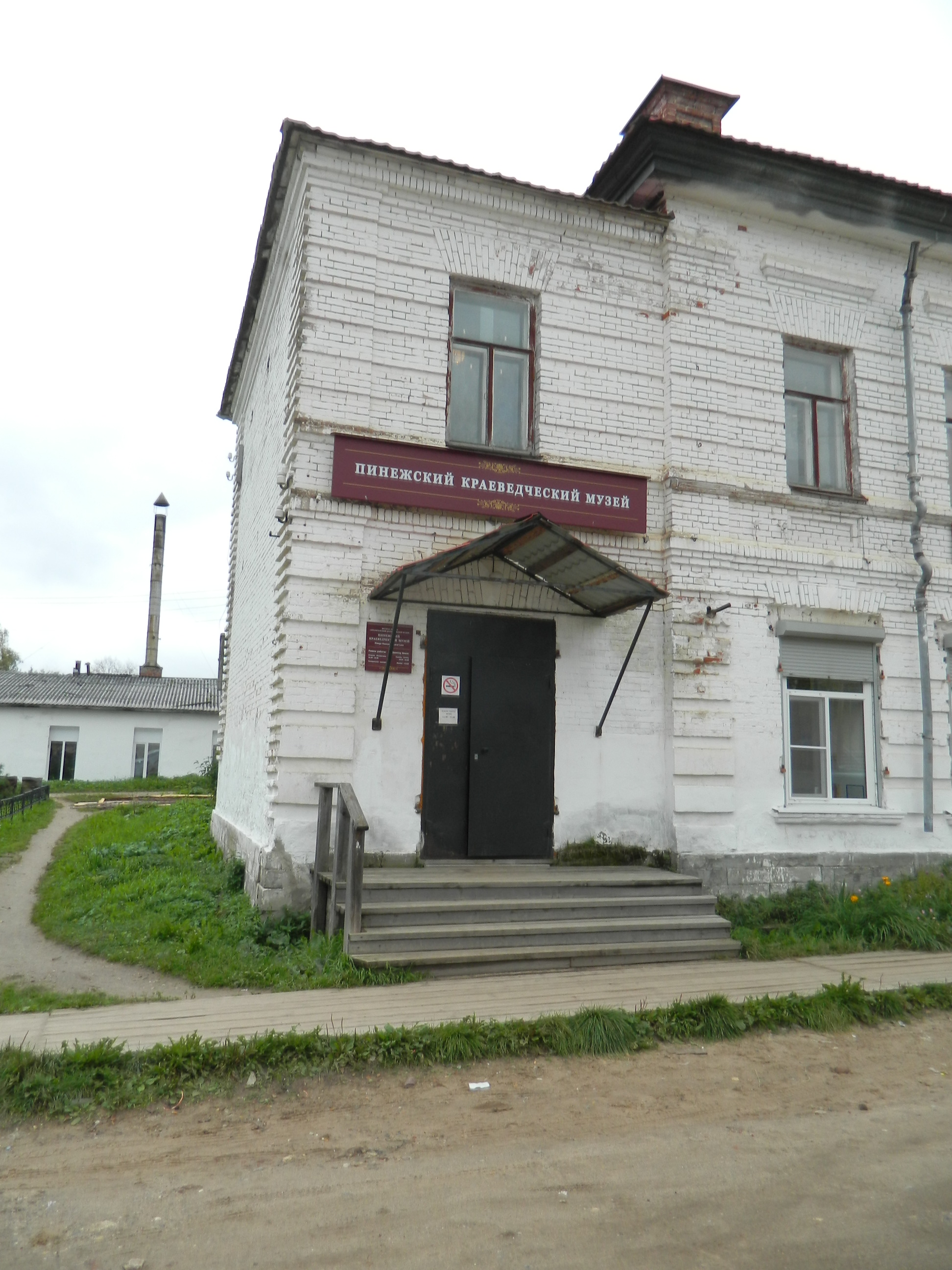
Пинежский краеведческий музей

Пинежский краеведческий музей находится в посёлке Пинега (Пинежский район, Архангельская область), который был до 1925 года уездным городом и центром Пинежского уезда. Посёлок сохранил в центральной части облик исторического города (так называемый «Володинский квартал»). Именно здесь находится краеведческий музей, в котором собраны экспонаты по истории и культуре края.
Возникнув первоначально как школьный, в 1966 году музей получил статус филиала Архангельского областного краеведческого музея. Постоянные выставки: «Быт и занятия пинежских крестьян до 1917 года», «Птицы и звери наших лесов», «Город Пинега — 1780—1917», «Политические репрессии», «Храмы Пинежья».
Музей организует обзорную экскурсию «История Пинеги».

## Адрес
164610, Архангельская область, Пинежский район, пос. Пинега,
ул. Первомайская, 51. Тел. +7(81856)4-23-94.